# N,N′-Diallylweinsäurediamid
N,N′-Diallylweinsäurediamid (DATD) ist eine chemische Verbindung aus der Gruppe der Weinsäuren. Wenn in diesem Artikel oder in der wissenschaftlichen Literatur „N,N’-Diallylweinsäurediamid“ erwähnt wird, ist fast immer N,N′-Diallyl-L-weinsäurediamid gemeint, ein Derivat der natürlichen L-Weinsäure.

## Eigenschaften
N,N′-Diallyl-L-weinsäurediamid ist ein Feststoff. Er wird in der Biochemie als Vernetzer in der Polyacrylamid-Gelelektrophorese an Stelle von N,N′-Methylenbisacrylamid (Bis) verwendet. Dadurch kann das Gel nach der elektrophoretischen Trennung durch eine Variante einer Gelextraktion mit einer Natriumperiodatlösung per Glycolspaltung aufgelöst werden. Daher werden die Gele auch als reversible Gele bezeichnet. Allerdings hemmt N,N′-Diallyl-L-weinsäurediamid auch die Polymerisation im Polyacrylamidgel, wodurch mehr neurotoxische Monomere im fertigen Gel vorkommen. Die entstehenden Gele sind sehr transparent und elastisch. Ebenso haften sie stärker an den Glasplatten nach der Polymerisation des Gels. Unter acht möglichen Vernetzern für Polyacrylamidgele reagiert DATD am langsamsten mit Proteinen.
Teilweise kann alternativ Ethylendiacrylat als spaltbarer Vernetzer bei Polyacrylamidgelen eingesetzt werden.
Verschiedene Derivate von N,N′-Diallyl-L-weinsäurediamid werden zur Modifikation von stationären Phasen in Chromatographiesäulen bei der HPLC verwendet.

## Geschichte
N,N′-Diallyl-L-weinsäurediamid wurde erstmals 1970 als Vernetzer zur Polyacrylamid-Gelelektrophorese mit dem Zweck der Spaltbarkeit eingesetzt.